# Carlos Enrique Herrera
Carlos Enrique Herrera Morera (Alajuela, 1 de enero de 1936-15 de abril de 2025) fue un futbolista costarricense que jugaba como delantero.

## Selección nacional
Fue quince veces internacional con Costa Rica, anotando un gol. Su debut se dio en la derrota  de 3-1 de visita ante México el 1 de marzo de 1959 con triplete del mexicano Héctor Hernández y descuento del costarricense Óscar Bejarano.

## Clubes
| Club               | País       | Año       |
| ------------------ | ---------- | --------- |
| Alajuelense        | Costa Rica | 1954-1961 |
| Morelia            | México     | 1961      |
| Sacachispas        | Guatemala  | 1962-1963 |
| Aurora             | Guatemala  | 1963-1965 |
| Deportivo Saprissa | Costa Rica | 1965      |
| Municipal          | Guatemala  | 1966-1967 |
| Palo Gordo         | Guatemala  | 1967-1969 |

## Palmarés

### Títulos nacionales
| Título           | Equipo      | País       | Año  |
| ---------------- | ----------- | ---------- | ---- |
| Primera División | Alajuelense | Costa Rica | 1958 |
| Primera División | Alajuelense | Costa Rica | 1959 |
| Primera División | Alajuelense | Costa Rica | 1960 |
| Liga Nacional    | Aurora      | Guatemala  | 1964 |
| Primera División | Saprissa    | Costa Rica | 1965 |

### Títulos internacionales
| Título                                  | Equipo (*) | Sede      | Año  |
| --------------------------------------- | ---------- | --------- | ---- |
| Campeonato Centroamericano y del Caribe | Costa Rica | La Habana | 1960 |
| Campeonato Centroamericano y del Caribe | Costa Rica | San José  | 1961 |

(*) Incluyendo la selección.

### Distinciones individuales
| Distinción                                       | Año  |
| ------------------------------------------------ | ---- |
| Máximo goleador de la Liga Nacional de Guatemala | 1964 |